# Jet Propulsion Laboratory
Jet Propulsion Laboratory (JPL; česky Laboratoř proudového pohonu) je federálně financované výzkumné a vývojové centrum. Sídlí ve městě La Cañada Flintridge, poblíž Pasadeny v Kalifornii. JPL založili v roce 1936 výzkumníci z Caltechu. Od prosince 1958 je součástí NASA a je financováno z jejího rozpočtu.
Primární funkcí centra je návrh a provoz planetárních robotických kosmických sond, spravuje však i některé mise na oběžné dráze Země a astronomické mise. Kromě toho zodpovídá za provozování sítě Deep Space Network, za správu databáze malých těles a shromažďuje fyzická data a seznamy publikací pro všechna známá malá tělesa sluneční soustavy.
Mezi hlavní aktivní projekty JPL patří mise Mars 2020, která zahrnuje rover Perseverance a vrtulník Ingenuity. Další mise jsou Mars Science Laboratory, včetně roveru Curiosity, Mars Reconnaissance Orbiter, sonda Juno obíhající kolem Jupiteru, satelit SMAP pro monitorování vlhkosti půdy na zemském povrchu, rentgenový dalekohled NuSTAR a sonda Psyché, která bude od roku 2029 obíhat stejnojmenný asteroid.
Mezi dřívější sondy, které byly vyrobeny v JPL, patří vůbec první americké družice Explorer nebo dvojice sond Voyager, které byly vypuštěny v roce 1977 a jsou stále v provozu. Z novějších například Galileo, Mars Pathfinder nebo dva identické rovery Mars Exploration Rover.

## Historie

### Vznik a počátky JPL
Ve 30. letech 20. století probíhaly na Caltechu pod dohledem Theodora von Kármána první testy raketového pohonu. Postgraduální studenti se po řadě neúspěšných pokusů rozhodli opustit kampus univerzity. Vybrali si suchý kaňon Arroyo Seco severně od Rose Bowl v Pasadeně.[zdroj?]

## Zajímavosti
- Roku 1961 Eugene F. Lally z JPL publikoval první popis, jak udělat digitální fotografii pomocí mozaiky fotosenzorů.[2]
- Společnost vyrobila elektronické stereofotoaparáty Pancam pro roboty Mars Exploration Rover Spirit a Opportunity.[3]